# MicroSD

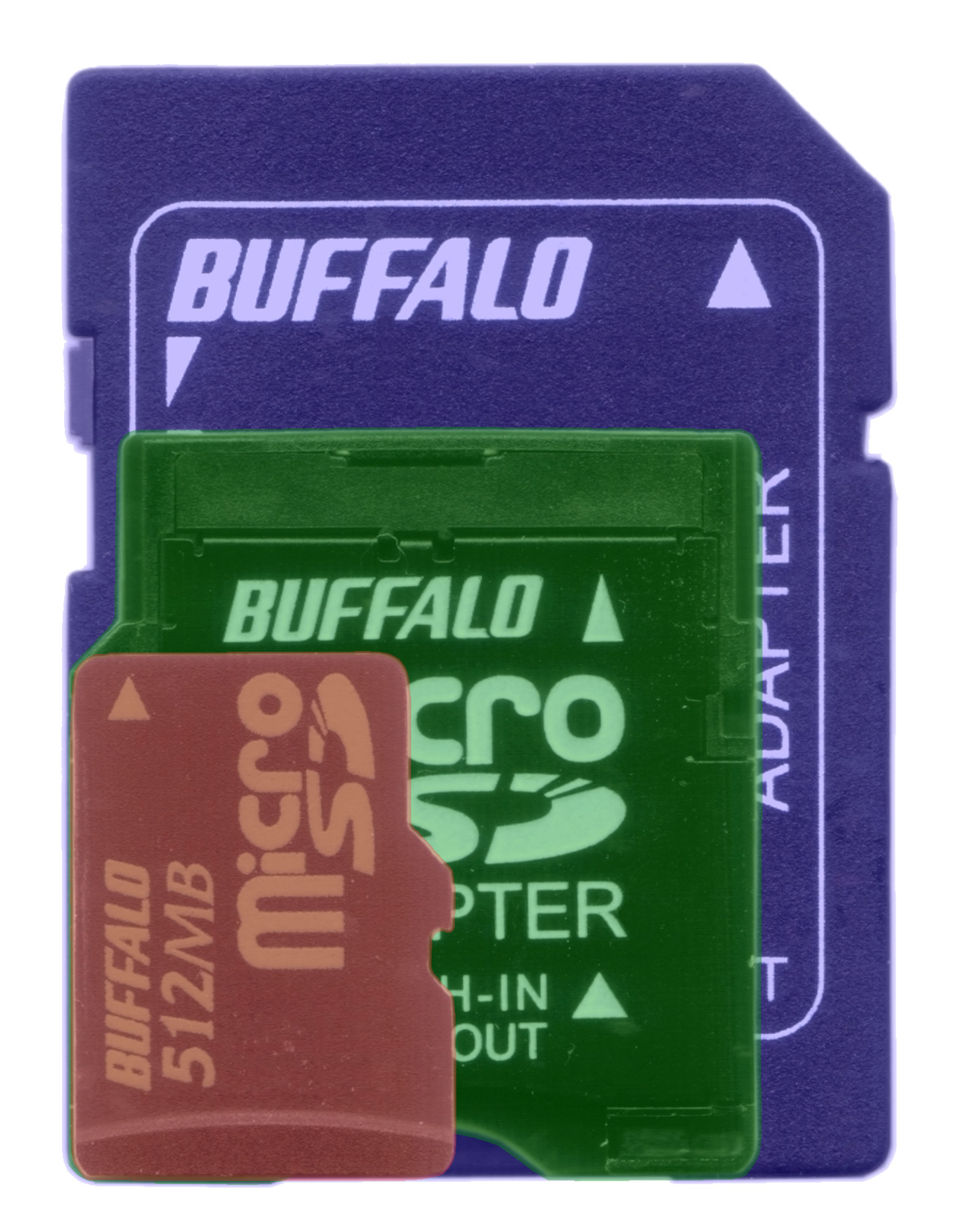
Tarjeta de memoria microSD, y adaptadoras para miniSD y SD estándar.

Dimensiones de una tarjeta microSD: 15×11×1 mm.

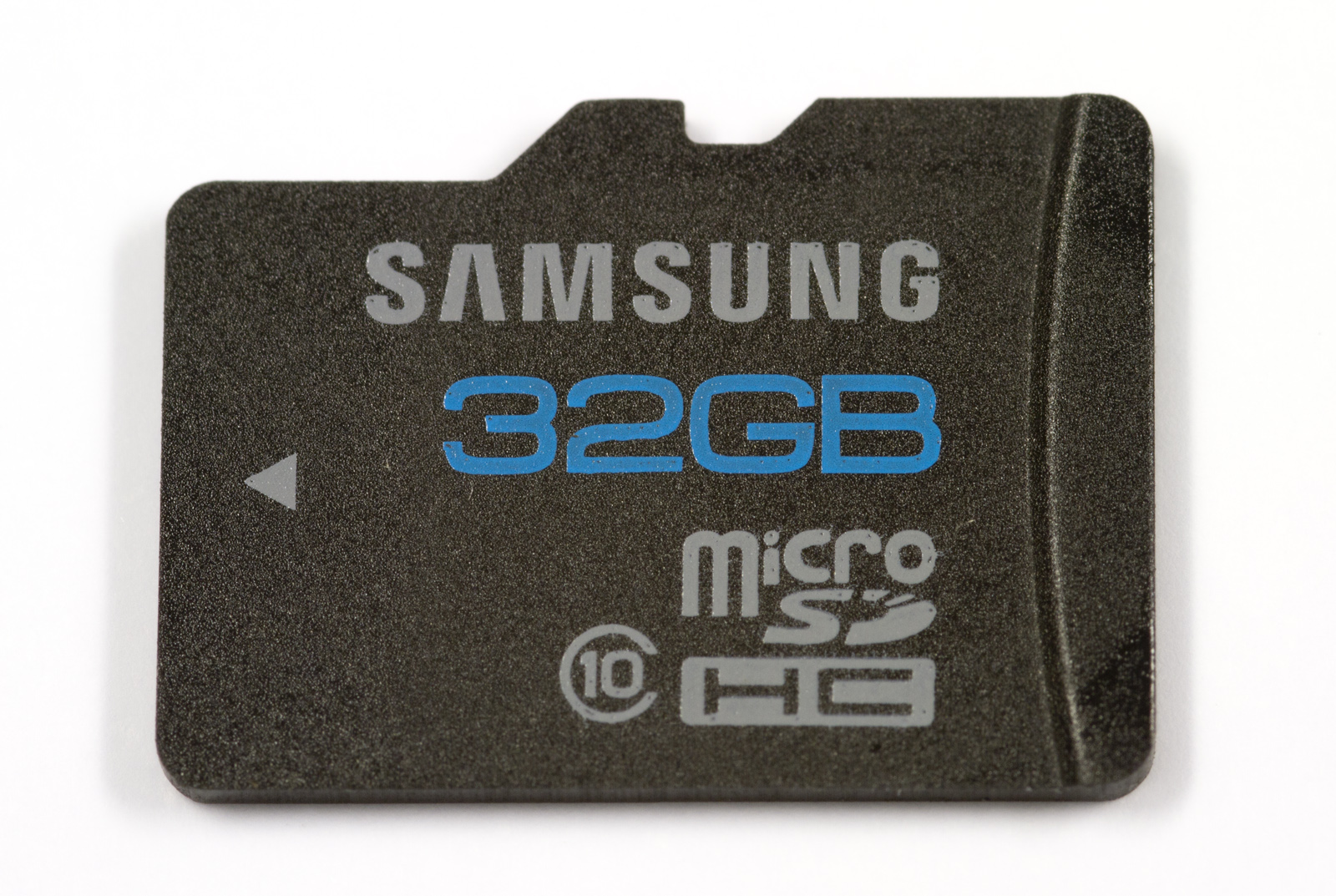
Tarjeta microSD de 32 GB de capacidad.

Las tarjetas microSD,  transflash o T-flash corresponden al formato de tarjeta de memoria flash más pequeña que la miniSD.
Fue desarrollada por SanDisk, y en julio de 2005 fue adoptada por la Asociación de Tarjetas SD con el nombre «microSD».
Mide tan solo 15×11×1 milímetros, con un área de 165 mm². Esto es tres y media veces menos que la tarjeta miniSD, que era, hasta la aparición de las microSD, el formato más pequeño de tarjetas SD, y tiene alrededor de un décimo del volumen de una tarjeta SD.
Las tasas de transferencia no son muy altas, sin embargo, empresas como SanDisk han trabajado en ello, llegando a versiones que alcanzan velocidades de lectura de hasta 10 Mbit/s. Panasonic ha fabricado tarjetas microSD que alcanzan los 90 Mbit/s de lectura y los 80 Mbit/s de escritura.

## Tipos
En los siguientes años al desarrollo de las tarjetas microSD, se han desarrollado diferentes tecnologías que han ido aumentado la capacidad de memoria de estas mismas.
En 2006 se introdujo la microSDHC, en 2010 fueron lanzadas las memorias SDXC, el cual aumentó la capacidad por encima del terabyte de memoria y por último la tecnología más moderna, la microSDUC, la cual se anunció en junio de 2018 para aumentar la capacidad máxima anterior de 2 TB hasta los 128 TB y multiplicar por 1,5 la velocidad de escritura y lectura en comparación con la versión anterior.
Hay que tener en cuenta que todas estas tecnologías son compatibles con la tecnología SD, por lo que también existe SDHC, SDXV y SDUC.

## Capacidades

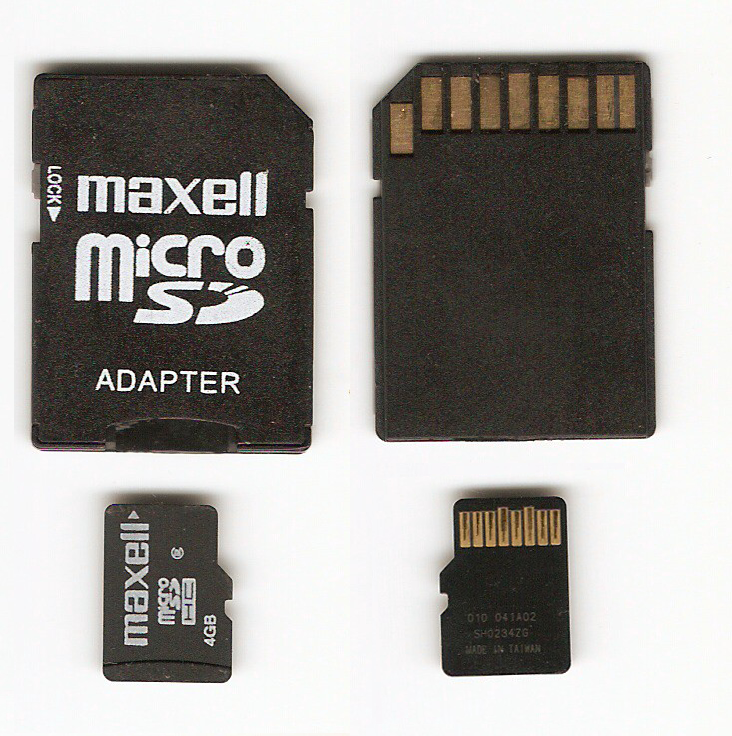
Tarjeta microSD (abajo) con un adaptador para SD (arriba).

## Capacidades[3]
| microSD      | microSDHC              | microSDXC              | microSDUC               |
| ------------ | ---------------------- | ---------------------- | ----------------------- |
| 2 GB o menor | desde 2 GB hasta 32 GB | desde 32 GB hasta 2 TB | desde 2 TB hasta 128 TB |

## Especificaciones

Tarjetas SD, miniSD y microSD (de arriba hacia abajo).

| Características                            | Secure Digital (SD) | miniSD    | microSD   |
| ------------------------------------------ | ------------------- | --------- | --------- |
| Ancho (mm)                                 | 24                  | 20        | 11        |
| Largo (mm)                                 | 32                  | 21,5      | 15        |
| Grosor (mm)                                | 2,1                 | 1,4       | 1         |
| Volumen de la tarjeta (mm³)                | 1596                | 589       | 165       |
| Peso (g)                                   | 2 aprox.            | 1 aprox.  | 0,258     |
| Voltaje de funcionamiento (V)              | 2,7 - 3,6           | 2,7 - 3,6 | 2,7 - 3,6 |
| Interruptor de protección contra escritura | Sí                  | No        | No        |
| Protectores de terminal                    | Sí                  | No        | No        |
| Cantidad de pines                          | 9                   | 11        | 8         |